# Клопенбург
 Тази статия е за града в Германия.  За окръга вижте Клопенбург (окръг).  
Клопенбург (на немски: Cloppenburg, Cloppenborg) е град в Долна Саксония в Германия с 33 798 жители (към 31 декември 2015).